# Жорданова матрица
Жорданова матрица — квадратная блочно-диагональная матрица над полем {\displaystyle \mathbb {K} }, состоящая из блоков вида
{\displaystyle J_{\lambda }={\begin{pmatrix}\lambda &1&0&\cdots &0&0\\0&\lambda &1&\cdots &0&0\\0&0&\lambda &\ddots &0&0\\\vdots &\vdots &\ddots &\ddots &\ddots &\vdots \\0&0&0&\ddots &\lambda &1\\0&0&0&\cdots &0&\lambda \\\end{pmatrix}}.}
Каждый блок {\displaystyle J_{\lambda }} называется жордановой клеткой с собственным значением {\displaystyle \lambda } (собственные значения в различных блоках, вообще говоря, могут совпадать).
Согласно теореме о жордановой нормальной форме, для произвольной квадратной матрицы {\displaystyle A} над алгебраически замкнутым полем {\displaystyle \mathbb {K} } существует квадратная невырожденная матрица {\displaystyle C} над {\displaystyle \mathbb {K} }, такая, что
{\displaystyle J=C^{-1}A\,C}
является жордановой матрицей. При этом {\displaystyle J} называется жордановой формой (или жордановой нормальной формой) матрицы {\displaystyle A}. В этом случае также говорят, что жорданова матрица {\displaystyle J} в поле {\displaystyle \mathbb {K} } подобна (или сопряжена) данной матрице {\displaystyle A}.
И наоборот, в силу эквивалентного соотношения
{\displaystyle A=CJC^{-1}}
матрица {\displaystyle A} подобна в поле {\displaystyle \mathbb {K} } матрице {\displaystyle J}. Нетрудно показать, что введённое таким образом отношение подобия является отношением эквивалентности и разбивает множество всех квадратных матриц заданного порядка над данным полем на непересекающиеся классы эквивалентности.
Жорданова форма матрицы определена не однозначно, а с точностью до порядка жордановых клеток. Точнее, две жордановы матрицы подобны над {\displaystyle \mathbb {K} } в том и только в том
случае, когда они составлены из одних и тех же жордановых клеток и отличаются друг от друга лишь расположением этих клеток на главной диагонали.

## Свойства
- Количество жордановых клеток порядка {\displaystyle n} с собственным значением {\displaystyle \lambda } в жордановой форме матрицы {\displaystyle A} можно вычислить по формуле
{\displaystyle c_{n}(\lambda )=\operatorname {rank} (A-\lambda I)^{n-1}-2\operatorname {rank} (A-\lambda I)^{n}+\operatorname {rank} (A-\lambda I)^{n+1},}

где {\displaystyle I} — единичная матрица того же порядка что и {\displaystyle A}, символ {\displaystyle \operatorname {rank} } обозначает ранг матрицы, а {\displaystyle \operatorname {rank} (A-\lambda I)^{0}}, по определению, равен порядку {\displaystyle A}. Вышеприведённая формула следует из равенства
{\displaystyle \operatorname {rank} (A-\lambda I)=\operatorname {rank} (J-\lambda I).}
- В случае если поле {\displaystyle \mathbb {K} } не является алгебраически замкнутым, для того чтобы матрица {\displaystyle A} была подобна над {\displaystyle \mathbb {K} } некоторой жордановой матрице, необходимо и достаточно, чтобы поле {\displaystyle \mathbb {K} } содержало все корни характеристического многочлена матрицы {\displaystyle A}.
- У эрмитовой матрицы все жордановы клетки имеют размер 1.
- Является матрицей линейного оператора в каноническом базисе.
- Жордановы формы двух подобных матриц совпадают с точностью до порядка клеток.

## История
Одним из первых такую форму матрицы рассматривал Жордан.

## Вариации и обобщения
- Над полем вещественных чисел собственные значения матрицы (то есть корни характеристического многочлена) могут быть как вещественными, так и комплексными, причем комплексные собственные значения, если они есть, присутствуют парами вместе со своими комплексно сопряжёнными: {\displaystyle \lambda _{1,2}=\alpha \pm i\beta }, где {\displaystyle \alpha } и {\displaystyle \beta } — вещественные числа, {\displaystyle \beta \neq 0}. В вещественном пространстве такой паре комплексных собственных значений отвечает блок {\displaystyle J_{\lambda _{1,2}}}, и к указанному выше виду жордановых матриц добавляются матрицы, содержащие также блоки вида {\displaystyle J_{\lambda _{1,2}}}, отвечающие парам комплексных собственных значений:[1][2]

{\displaystyle J_{\lambda _{1,2}}=\left({\begin{array}{ccccccccccc}\alpha &\beta &1&0&0&0&\cdots &0&0&0&0\\-\beta &\alpha &0&1&0&0&\cdots &0&0&0&0\\0&0&\alpha &\beta &1&0&\cdots &0&0&0&0\\0&0&-\beta &\alpha &0&1&\ddots &0&0&0&0\\\vdots &\vdots &\ddots &\ddots &\ddots &\ddots &\ddots &\vdots &\vdots &\vdots &\vdots \\\vdots &\vdots &\vdots &\ddots &\ddots &\ddots &\ddots &\ddots &\vdots &\vdots &\vdots \\\vdots &\vdots &\vdots &\vdots &\ddots &\ddots &\ddots &\ddots &\ddots &\vdots &\vdots \\0&0&0&0&0&0&\cdots &\alpha &\beta &1&0\\0&0&0&0&0&0&\cdots &-\beta &\alpha &0&1\\0&0&0&0&0&0&\cdots &0&0&\alpha &\beta \\0&0&0&0&0&0&\cdots &0&0&-\beta &\alpha \\\end{array}}\right).}
- Теорема о жордановой нормальной форме является частным случаем теоремы о структуре конечнопорожденных модулей над областями главных идеалов. Действительно, классификация матриц соответствует классификации линейных операторов, а векторные пространства над полем {\displaystyle \mathbb {K} } с фиксированным линейным оператором биективно соответствуют модулям над кольцом многочленов {\displaystyle \mathbb {K} [x]} (умножение вектора на {\displaystyle x} задаётся как применение линейного оператора).

- Помимо жордановой нормальной формы, рассматривают ряд других типов нормальных форм матрицы (например, фробениусова нормальная форма). К их рассмотрению прибегают, в частности, когда основное поле не содержит всех корней характеристического многочлена данной матрицы.